# 220-я стрелковая дивизия
220-я стрелковая дивизия (220 сд) — воинское формирование (соединение, стрелковая дивизия) РККА в Великой Отечественной войне.
Дивизия участвовала в боевых действиях с 21 июля 1941 года по 11 мая 1945 года
Сокращённое наименование — 220 сд

## История
Сформирована 21 июля 1941 года на базе оставшихся частей 220-й моторизированной дивизии вырвавшихся из окружения после оборонительных боёв под Витебском.
В конце июля 1941 года только что сформированная 220-я стрелковая дивизия вела боевые действия в составе сначала 32-й армии Западного фронта, затем 49-й армии Резервного фронта. В августе — октябре её части участвовали в оборонительных боях на дальних подступах к Москве. С ноября дивизия входила последовательно в состав 22-й, 39-й, 29-й, 30-й армий Калининского фронта и принимала участие в Смоленском сражении, Вяземской оборонительной операции, действовала на ржевском направлении. В последующем дивизия в составе 29-й и 22-й армий Западного и Калининского фронтов участвовала в Калининской оборонительной операции, ведя тяжёлые оборонительные бои западнее Сычёвки и далее, отходя на Ржев, до марта 1942 года дивизия вела наступательные бои на ржевском и ярцевском направлениях, находясь в подчинении 39, 29-й и 30-й армий Калининского и Западного фронтов, затем перешла к обороне.
С мая 1942 года дивизия в составе 30-й армии Калининского, а с 31 августа — Западного фронта участвовала в Ржевско-Вяземской наступательной операции и вела позиционные бои на ржевском плацдарме. 2 марта 1943 года её части перешли в наступление, прорвали оборону противника на рубеже Волги западнее Ржева и вели бои на ярцевском направлении. Пройдя с боями более 170 км, они освободили 183 нас. пункта. Неоднократно форсируя водные преграды (реки Волга, Осуга, дважды Днепр, Немощенка, Вопец), дивизия не давала противнику возможности закрепиться ни на одном из естественных рубежей. С апреля 1943 года она занимала оборону на рубеже Шишлово, р. Ведоса.
В августе — сентябре 1943 года дивизия принимала участие в Смоленской, Ельнинско-Дорогобужской наступательных операциях. Прорвав оборону противника, дивизия перерезала магистраль и ж. д. Москва — Минск в районе ст. Свищево. Затем, наступая вдоль ж. д., её части с боями прошли до города Ярцево, освободив 11 нас. пунктов. В августе 1943 года дивизия вела бои на подступах к городу Ярцево. 17 сентября дивизия, войдя в состав 68-й армии, участвовала в Смоленско-Рославльской наступательной операции. В середине октября она вновь перешла в 31-ю армию и вела бои в направлении Киреево, затем в конце месяца была выведена на доукомплектование. В июне — июле 1944 года её части в составе 36-го стрелкового корпуса участвовали в Белорусской, Витебско-Оршанской, Минской, Белостокской, Вильнюсской и Каунасской наступательных операциях. За образцовое выполнение заданий командования в боях с немецкими захватчиками, за овладение городом и крепостью Гродно она была награждена орденом Красного Знамени (25.07.1944).
До середины октября 1944 года дивизия находилась в обороне в полосе северный выступ оз. Перты, вост. берег оз. Вигры, Червоны Кишде, затем была выведена в резерв армии. В октябре её части принимали участие в Гумбиненской наступательной операции. 17 ноября дивизия была выведена в резерв 71-го стрелкового корпуса. С 21 января 1945 года дивизия принимала участие в Инстербургско-Кёнигсбергской наступательной операции, в прорыве обороны немцев в районе Мазурских болот, овладении городами Гольдап, Бартен и развитии наступления на Лансберг. С 9 по 28 февраля она находилась в резерве армии, затем участвовала в Восточно-Прусской наступательной операции, в боях по уничтожению хейльсбергской группировки противника. 25 марта её части овладели городом Хайлигенбайль (ныне Мамоново) — последним опорным пунктом обороны немцев на побережье залива Фришес-Хафф, затем вышли на побережье залива в районе западной окраине города Розенберг и тем самым закончили наступательные действия по разгрому окружённой группировки противника юго-западнее Кёнигсберга. За эти бои дивизия была награждена орденом Суворова 2-й ст. (26.4.1945).
Со 2 по 19 апреля она была переброшена на 1-й Украинский фронт в район г. Гольдберг, где заняла оборону. Далее её части приступили к преследованию противника и в дальнейшем участвовали в Пражской наступательной операции.
После войны в сентябре 1945 года дивизия была расформирована.

## Полное название
220-я Оршанская Краснознамённая ордена Суворова стрелковая дивизия 

## Состав и награды
- 376-й стрелковый Минский Краснознамённый орденов Суворова и Александра Невского полк

 (12 августа 1944 года — за прорыв обороны противника на реке Неман)
 (19 ноября 1944 года — за прорыв обороны немцев при вхождении в Восточную Пруссию)
 (5 апреля 1945 года — за овладение городами Хайльсберг и Фридланд)
- 653-й стрелковый Минский Краснознамённый орденов Суворова и Александра Невского полк (декабрь 1941 — март 1942, подполковник М. Н. Сажин)

 (19 ноября 1944 года — за прорыв обороны немцев при вхождении в Восточную Пруссию)
 (5 апреля 1945 года — за овладение городами Хайльсберг и Фридланд)
 (12 августа 1944 года — за прорыв обороны противника на реке Неман)
- 673-й стрелковый Минский Краснознамённый орденов Суворова и Александра Невского полк

 (5 апреля 1945 года — за овладение городами Хайльсберг и Фридланд)
 (19 ноября 1944 года — за прорыв обороны немцев при вхождении в Восточную Пруссию)
 (12 августа 1944 года — за прорыв обороны противника на реке Неман)
- 660-й артиллерийский Неманский ордена Александра Невского полк (июль-декабрь 1941, майор М. М. Колесников)

 (5 апреля 1945 года — за овладение городами Хайльсберг и Фридланд)
- 381-й сапёрный ордена Красной Звезды батальон

 (12 августа 1944 года — за прорыв обороны противника на реке Неман)
- 216-й отдельный батальон связи
- 46-й отдельный истребительно-противотанковый дивизион
- 489-я разведывательная рота
- 435-й миномётный дивизион (до 25.10.1942)
- 360-й медико-санитарный батальон
- 86-я отдельная рота химзащиты
- 78-я автотранспортная рота
- 330-я полевая хлебопекарня
- 142-й дивизионный ветеринарный лазарет
- 10904-я (214) полевая почтовая станция
- 546-я (1162) полевая касса Госбанка.

## Подчинение
| Дата            | Фронт                 | Армия      | Корпус                 | Примечания           |
| --------------- | --------------------- | ---------- | ---------------------- | -------------------- |
| 01.08.1941 года | Резервный фронт       | 32-я армия |                        | -                    |
| 01.09.1941 года | Резервный фронт       | 49-я армия |                        | -                    |
| 01.10.1941 года | Резервный фронт       | 49-я армия |                        | -                    |
| 01.11.1941 года | Калининский фронт     | 22-я армия |                        | -                    |
| 01.12.1941 года | Калининский фронт     | 22-я армия |                        | -                    |
| 01.01.1942 года | Калининский фронт     | 39-я армия |                        | -                    |
| 01.02.1942 года | Калининский фронт     | 29-я армия |                        | -                    |
| 01.03.1942 года | Калининский фронт     | 29-я армия |                        | -                    |
| 01.04.1942 года | Калининский фронт     | 30-я армия | -                      |                      |
| 01.05.1942 года | Калининский фронт     | 30-я армия | -                      |                      |
| 01.06.1942 года | Калининский фронт     |            | -                      | фронтовое подчинение |
| 01.07.1942 года | Калининский фронт     |            |                        | фронтовое подчинение |
| 01.08.1942 года | Калининский фронт     | 30-я армия |                        | -                    |
| 01.09.1942 года | Западный фронт        | 30-я армия |                        | -                    |
| 01.10.1942 года | Западный фронт        | 30-я армия |                        | -                    |
| 01.11.1942 года | Западный фронт        | 30-я армия |                        | -                    |
| 01.12.1942 года | Западный фронт        | 30-я армия |                        | -                    |
| 01.01.1943 года | Западный фронт        | 30-я армия |                        | -                    |
| 01.02.1943 года | Западный фронт        | 30-я армия |                        | -                    |
| 01.03.1943 года | Западный фронт        | 30-я армия |                        | -                    |
| 01.04.1943 года | Западный фронт        | 30-я армия | -                      |                      |
| 01.05.1943 года | Западный фронт        | 31-я армия | -                      | -                    |
| 01.06.1943 года | Западный фронт        | 31-я армия | -                      | -                    |
| 01.07.1943 года | Западный фронт        | 31-я армия | 45-й стрелковый корпус | -                    |
| 01.08.1943 года | Западный фронт        | 31-я армия | 45-й стрелковый корпус | -                    |
| 01.09.1943 года | Западный фронт        | 31-я армия |                        | -                    |
| 01.10.1943 года | Западный фронт        | 68-я армия |                        | -                    |
| 01.11.1943 года | Западный фронт        | 31-я армия | 45-й стрелковый корпус | -                    |
| 01.12.1943 года | Западный фронт        | 31-я армия | 45-й стрелковый корпус | -                    |
| 01.01.1944 года | Западный фронт        | 31-я армия | 71-й стрелковый корпус | -                    |
| 01.02.1944 года | Западный фронт        | 31-я армия | 71-й стрелковый корпус | -                    |
| 01.03.1944 года | Западный фронт        | 31-я армия |                        | -                    |
| 01.04.1944 года | Западный фронт        | 31-я армия | 71-й стрелковый корпус | -                    |
| 01.05.1944 года | 3-й Белорусский фронт | 31-я армия | 36-й стрелковый корпус | -                    |
| 01.06.1944 года | 3-й Белорусский фронт | 31-я армия | 36-й стрелковый корпус | -                    |
| 01.07.1944 года | 3-й Белорусский фронт | 31-я армия | 36-й стрелковый корпус | -                    |
| 01.08.1944 года | 3-й Белорусский фронт | 31-я армия | 36-й стрелковый корпус | -                    |
| 01.09.1944 года | 3-й Белорусский фронт | 31-я армия | 36-й стрелковый корпус | -                    |
| 01.10.1944 года | 3-й Белорусский фронт | 31-я армия | 36-й стрелковый корпус | -                    |
| 01.11.1944 года | 3-й Белорусский фронт | 31-я армия | 71-й стрелковый корпус | -                    |
| 01.12.1944 года | 3-й Белорусский фронт | 31-я армия | 71-й стрелковый корпус | -                    |
| 01.01.1945 года | 3-й Белорусский фронт | 31-я армия | 71-й стрелковый корпус | -                    |
| 01.02.1945 года | 3-й Белорусский фронт | 31-я армия | 71-й стрелковый корпус | -                    |
| 01.03.1945 года | 3-й Белорусский фронт | 31-я армия | 44-й стрелковый корпус |                      |
| 01.04.1945 года | 3-й Белорусский фронт | 31-я армия | 44-й стрелковый корпус |                      |
| 01.05.1945 года | 1-й Украинский фронт  | 31-я армия | 44-й стрелковый корпус | -                    |

## Командование

### Командиры

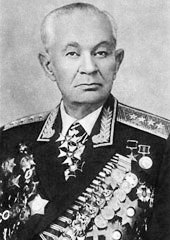
генерал армии
С. Г. Поплавский

- Хоруженко, Никифор Гордеевич (21.07.1941 — 04.05.1942), генерал-майор;
- Цыганов, Николай Георгиевич (05.05.1942 — 02.07.1942), подполковник;
- Поплавский, Станислав Гилярович (03.07.1942 — 08.06.1943), полковник, с 14.02.1943 генерал-майор;
- Полевик, Василий Алексеевич (09.06.1943 — 08.11.1944), полковник, с 15.07.1944 генерал-майор;
- Севастьянов, Иван Александрович (09.11.1944 — 14.11.1944), генерал-майор;
- Кобылкин, Григорий Фёдорович (15.11.1944 — 25.11.1944), полковник;
- Хаустович, Пётр Сильверстович (26.11.1944 — ??.09.1945), полковник.

### Заместители командира
- Кожанов, Василий Иванович (??.02.1943 — ??.06.1943), подполковник;
- Буланов, Гавриил Алексеевич (30.12.1944 — 30.01.1945), гвардии полковник;

- Уралов Николай Михайлович, полковник;
- Родионов Александр Борисович, полковник;

### Начальники штаба
- Перевёрткин, Семён Никифорович (21.07.1941 — ??.09.1941), майор;
- Глебов, Виктор Сергеевич (17.10.1941 — ??.12.1941), подполковник;
- Чуфарин Евгений Владимирович, подполковник
- Живалёв, Пётр Кириллович (??.03.1943 — 07.09.1943), полковник;
- Хорошев, Пётр Иванович (??.10.1943 — ??.11.1943), подполковник;
- Карпов, Яков Васильевич (??.11.1943 — 27.04.1944), подполковник;
- Кобылкин, Григорий Фёдорович (??.08.1944 — ??.09.1945), полковник.

## Награды и наименования
| Награда (наименование)            | Дата                                                     | За что награждена |
| --------------------------------- | -------------------------------------------------------- | --- |
| Почётное наименование «Оршанская» | Приказ Верховного Главнокомандующего от 6 июля 1944 года | За отличие при овладении городом и оперативно важным железнодорожным узлом Орша — мощным бастионом обороны немцев, прикрывающим минское направление                                                                |
| Орден Красного Знамени            | 25 июля 1944 года                                        | За образцовое выполнение заданий командования в боях против немецких захватчиков, за овладение городом и крепостью Гродно и проявленные при этом доблесть и мужество                                               |
| Орден Суворова II степени         | 26 апреля 1945 года                                      | За образцовое выполнение заданий командования в боях с немецкими захватчиками при разгроме окружённой восточно-прусской группы немецких войск юго-западнее Кёнигсберга и проявленные при этом доблесть и мужество. |

Личному составу 220-й стрелковой Оршанской Краснознамённой ордена Суворова дивизии было объявлено 10 благодарностей в приказах Верховного Главнокомандующего:
- За овладение городом и оперативно важным железнодорожным узлом Орша — мощным бастионом обороны немцев, прикрывающим минское направление. 27 июня 1944 года. № 121.
- За форсирование реки Березина, и овладение штурмом городом и крупным узлом коммуникаций Борисов — важным опорным пунктом обороны немцев, прикрывающим подступы к Минску. 1 июля 1944 года. № 126.
- За овладение штурмом столицей Советской Белоруссии городом Минск — важнейшим стратегическим узлом обороны немцев на западном направлении. 3 июля 1944 года. № 128.
- За овладение штурмом городом и крепостью Гродно — крупным железнодорожным узлом и важным укреплённым районом обороны немцев, прикрывающим подступы к границам Восточной Пруссии. 16 июля 1944 года. № 139.
- За прорыв долговременной, глубоко эшелонированной обороны немцев, прикрывавшей границы Восточной Пруссии, вторжение в пределы Восточной Пруссии и овладение мощными опорными пунктами обороны противника — Ширвиндт, Наумиестис (Владиславов), Виллюнен, Вирбалис (Вержболово), Кибартай (Кибарты), Эйдткунен, Шталлупёнен, Миллюнен, Вальтеркемен, Пиллюпёнен, Виштынец, Мелькемен, Роминтен, Гросс Роминтен, Вижайны, Шитткемен, Пшеросьль, Гольдап, Филипув, Сувалки. 23 октября 1944 года. № 203.
- За прорыв мощной, долговременной, глубоко эшелонированной обороны противника в районе Мазурских озёр, считавшейся у немцев со времён первой мировой войны неприступной системой обороны, и овладение городами Бартен, Дренгфурт, Растенбург, Раин, Николайкен, Рудшанни, Пуппен, Бабинтен, Теервиш, превращёнными немцами в сильные опорные пункты обороны. 27 января 1945 года. № 258.
- За овладение штурмом городами Хайльсберг и Фридланд — важными узлами коммуникаций и сильными опорными пунктами обороны немцев в центральных районах Восточной Пруссии. 31 января 1945 года. № 267.
- За овладение с боем городами Ландсберг и Бартенштайн — крупными узлами коммуникаций и сильными опорными пунктами обороны немцев в центральных районах Восточной Пруссии. 4 февраля 1945 года. № 269.
- За овладение городом Хайлигенбайль — последним опорным пунктом обороны немцев на побережье залива Фриш-Гаф, юго-западнее Кёнигсберга. 25 марта 1945 года. № 309.
- За завершение ликвидации окружённой восточно-прусской группы немецких войск юго-западнее Кёнигсберга. 29 марта 1945 года. № 317.

## Отличившиеся воины дивизии
| Награда | Ф. И. О.                  | Должность                                                | Звание            | Дата награждения | Примечания |
| ------- | ------------------------- | -------------------------------------------------------- | ----------------- | ---------------- | --- |
|         | Кошман, Кирилл Акимович   | парторг 376-го стрелкового полка                         | Капитан           | 24.03.1945       | В наступательных боях за прорыв сильно укрепленной вражеской обороны на высоте 201,7 (ныне деревня Холовье, Дубровенского района, Витебской области) 23 июня 1944 года капитан Кошман шел непосредственно в боевых порядках 2-го стрелкового батальона и личным примером, геройством и стойкостью, воодушевлял бойцов на разгром врага. |
|         | Макеев, Егор Абрамович    | командир отделения 381-го отдельного сапёрного батальона | Сержант           | 24.03.1945       | 27.06.1944 в составе группы захватил подготовленный противником к взрыву ж.-д. мост через Днепр в р-не г. Орша (Витеб. обл.), уничтожив его охрану. Мост был спасён. |
|         | Юрченко, Антон Степанович | минёр 381-го отдельного сапёрного батальона              | Красноармеец      | 24.03.1945       | 27.06.1944 в составе группы захватил подготовленный противником к взрыву ж.-д. мост через Днепр в р-не г. Орша (Витеб. обл.), уничтожив его охрану. Мост был спасён. |
|         | Бажора, Фёдор Максимович  | парторг 2-го батальона 376-го стрелкового полка          | Младший лейтенант | 24.03.1945       | 02.07.1944 в бою у ж.-д. ст. Жодино (ныне город. Минской обл.) поднял бойцов двух рот в атаку, в рукопашной схватке уничтожил несколько гитлеровцев. Затем, возглавив взвод, форсировал р. Неман в р-не г. Гродно, овладел плацдармом, с которого отражал контратаки врага до подхода основных сил.                                     |

В честь 220-й стрелковой дивизии в городе Елец Липецкой области названа улица.